# Каномка
Каномка, Канома — річка в Росії, протікає по Лодєйнопольському району Ленінградської області.
Джерело — Кулежозеро. Тече на північний захід, перетинає дорогу Кола. Гирло річки знаходиться в 63 км по лівому березі річки Свірі, на околиці міста Лодєйне Поле. Довжина річки становить 22 км, площа водозбірного басейну — 108 км².
В 2 км від гирла приймає лівий приплив — струмок Гнилий.

## Дані водного реєстру
За даними державного водного реєстру Росії відноситься до Балтійського басейнового округу, водогосподарський ділянка річки Свір, річковий підбасейн річки Свір (включаючи річки басейну Онезького озера). Відноситься до річкового басейну річки Нева (включаючи басейни річок Онезького і Ладозького озера).
Код об'єкта в державному водному реєстрі — 01040100812102000012799.